# Ochsentour
Ochsentour beschreibt im Allgemeinen eine mühevolle, anstrengende Arbeit und gilt im Besonderen als Sinnbild für den beruflichen Aufstieg eines Politikers. Sie ist das typische  bundesrepublikanische Karrieremuster für Politiker, im Gegensatz zum Seiteneinsteiger, der aus einem anderen Sektor, z. B. der freien Wirtschaft, auf höherer Ebene in die Politik einsteigt.

## Wortherkunft
Der Begriff entwickelte sich aus dem französischen Wort Tour, zurückgehend auf Lateinisch tornus, mit mehrfacher Bedeutung wie Ausflug, Rundgang, Bergsteigen. Seit Ende 17. Jh. auch in der Bedeutung (Reise-)Weg, -Route. In der bildlich verwendeten Zusammensetzung Ochsentour, einer von Otto von Bismarck geprägten ironischen Bezeichnung für die von vornherein festgelegte Beamtenlaufbahn.
Der Begriff kann Mitte des 18. Jahrhunderts nachgewiesen werden. In der „Bürgerlichen Rechtsgelehrsamkeit der Teutschen“ lautete es im Jahr 1767 „ambts-alter, zum exempel das regirungs-alter, das dinstalter in hof- und krieges-dinsten, bei erbaemtern etc.; unter den soldaten nennet man es die ochsen-tour.“

## Zur Begrifflichkeit in der Politik
Die Bezeichnung Ochsentour beschreibt den häufig mühsamen Verlauf einer Politikerkarriere, insbesondere seine Parteilaufbahn – dem Lauf „durch Orts- und Kreisverbände, Gemeinde- und Stadträte.“ Diese beginnt auf der lokalen Ebene mit der Übernahme kleinerer Parteiämter – meist in den Jugendorganisationen  der Parteien. Diesen schließen sich kommunale Aufgabenbereiche und Posten an. Später kommt es bei Erfolg und Durchhalten zur Vergabe bedeutenderer politischer Positionen. Von dieser erweiterten Ausgangslage aus besteht die Möglichkeit, prestigeträchtige Funktionen auf Landes- oder Bundesebene zu übernehmen. Gleichzeitig steigt die Chance, auf Landtags- oder Bundestagsmandate kandidieren zu dürfen. Von hier aus führt der Weg der fachpolitischen Sprecher, die sich in ihren Themengebieten öffentlich profilieren können, überproportional häufig in Regierungspositionen.  Dies beschreibt allerdings nur den statistisch signifikant am häufigsten auftretenden Verlauf.
Somit ist die Ochsentour ein Weg der Qualifikation von Politikern, die ihr Handwerk auf unteren Parteiebenen und in kommunalen Mandaten erlernen. Dazu gehört auch die Zusammenführung von Mehrheiten und der Verzicht auf private Eitelkeiten und Rivalitäten. Daneben beschreibt sie eine Art Stimmungsmesser: Wie kommt der Politiker in der öffentlichen Meinung an? Die Messlatte spielt hierbei die Parteibasis, die diesen in neue Ämter wählt und dort dann ggf. bestätigt. In dieser Form des Stimmungsbarometers lässt sich der Wert der öffentlichen Zuschreibung von Charisma abschätzen, welches der Politiker letztlich in den bedeutenderen Wahlen benötigt. Innerparteiliche Karrieren sind demnach mit öffentlichen Wahlämtern verknüpft.

### Beispiel: Sozialdemokratie
Vor allem in der deutschen Sozialdemokratie ist das Beschreiten der Ochsentour ein gängiger Weg zum politischen Aufstieg. Bereits die historische SPD, die in ihrem Aufstieg zur legalen parlamentarischen Massenpartei immer ihren „revolutionären sozialistischen“ Anspruch abwog, besaß eine straffe Parteihierarchie. Vom Parteiapparat wurde diese nach unten weitergegeben. Die Führung hatten die Funktionäre inne, die mit der Partei aufgestiegen sind. Bereits Robert Michels beschrieb die disziplinierende Wirkung der Ochsentour, „die aus einem jungen Radikalen über die Jahre einen fügsamen Parteisoldaten macht, der der alten Elite nicht mehr gefährlich werden kann.“ Bedeutsam sind hier Verbürgerlichungsprozesse innerhalb der sozialdemokratischen Eliten und nicht zuletzt die Inkorporierung gewünschten – positiv sanktionierten – Verhaltens. Hierüber gelänge es, die Parteiränder zu integrieren.

## Aufhebungsstrategien
Die Ochsentour wird immer wieder in Frage gestellt. Sowohl aus dem Blickwinkel potentieller Politiker und generell politisch Interessierter wie auch dem der Parteien. Damit soll Frustration bei Potentialträgern und generell Politikverdrossenheit entgegnet werden.

### Protektion und Beziehungen
Für Seiteneinsteiger übernehmen oftmals Mentoren die wichtige Funktion, ihnen den langjährigen Weg durch die Parteihierarchie zu ersparen. Denn Externe unterliegen ansonsten – je nach Wettbewerbssituation – meist bei internen Nominierungen und benötigen eine in der Partei akzeptierte Persönlichkeit aus der Elitenebene, die kraft der ihr zugewiesenen Autorität die Tür öffnet. Er fungiert teils auch als Rollenvorbild und Instruktor  für politikspezifisches, erfolgreiches Denken und Handeln. Drittens übernimmt diese Person die Protektion, da die Quereinsteiger noch keine politische Machtbasis innerhalb der Partei besitzen. Der Patron teilt hierfür seinen Machtzugriff und Rückhalt. Dies führt in der Anfangszeit zu hoher politischer Abhängigkeit der Seiteneinsteiger.

### Parteiexterne Bekanntheit
Zahlreiche Fälle zeigen, dass Personen durch öffentlichkeitswirksame Tätigkeit außerhalb von Parteien für diese als Kandidaten interessant werden oder sich selbst ins Gespräch bringen und auf diese Weise über die parteiinternen Wahlverfahren für höhere Ämter aufgestellt werden.